# إيتيان جول ماري
إتيان جول ماري (5 مارس 1830، بوون، كوت دور - 15 مايو 1904، باريس) كان عالمًا وفسيولوجيًا ومصور كرونوفوتوغرافي فرنسي. كان عمله مهمًا في تطوير أمراض القلب والأجهزة الفيزيائية والطيران والتصوير السينمائي وعلوم التصوير المخبري. يعتبر على نطاق واسع من رواد التصوير ورائد مؤثر في تاريخ السينما. كان أيضًا رائدًا في إنشاء مجموعة متنوعة من التقنيات الرسومية لعرض وتفسير البيانات الكمية من القياس الفسيولوجي.

## روابط خارجية
- أعمال أو نبذة عن إيتيان جول ماري على أرشيف الإنترنت
- أعمال بواسطة إيتيان جول ماري في المكتبة المفتوحة على أرشيف الإنترنت
- إيتيان جول ماري في قاعدة بيانات الأفلام على الإنترنت